# Uniwersytet w Chile
Uniwersytet w Chile, Universidad de Chile – największa uczelnia w Chile, zlokalizowana w Santiago. 

## Historia
W 1841 roku minister oświaty Chile Manuel Montt (późniejszy prezydent) zaproponował utworzenie państwowej uczelni wyższej. Jego projekt został zrealizowany z małymi modyfikacjami przez wenezuelskiego humanistę Andrésa Bella, który został pierwszym rektorem Uniwersytetu w Chile. Uczelnia składała się z pięciu wydziałów: Humanistycznego, Matematyki i Fizyki, Prawa i Nauk Politycznych, Medycyny i Teologii. Andrés Bello był rektorem do 1865 roku. Jednym z kolejnych rektorów, który kierował uniwersytetem w latach 1867–1883 i miał duży wpływ na rozwój uczelni, był Ignacy Domeyko. 

## Wydziały uniwersytetu
W skład uczelni wchodzi 14 wydziałów:

- Wydział Architektury i Urbanistyki
- Wydział Sztuki
- Wydział Nauki
- Wydział Nauk Rolniczych
- Wydział Fizyki i Matematyki
- Wydział Nauk Leśnych
- Wydział Chemii i Farmacji
- Wydział Nauk Społecznych
- Wydział Weterynarii
- Wydział Prawa
- Wydział Ekonomii
- Wydział Filozofii i Nauk Humanistycznych
- Wydział Medycyny
- Wydział Stomatologii

## Absolwenci

### Laureaci Nagrody Nobla
- Gabriela Mistral (literacka nagroda Nobla 1945)
- Pablo Neruda (literacka nagroda Nobla 1971)

### Prezydenci Chile
- Federico Errázuriz Zañartu (1871–1876)
- Aníbal Pinto (1876–1881)
- Domingo Santa María (1881–1886)
- Federico Errázuriz Echaurren (1896–1901)
- Germán Riesco (1901–1906)
- Pedro Montt (1906–1910)
- Ramón Barros Luco (1910–1915)
- Juan Luis Sanfuentes (1915–1920)
- Arturo Alessandri Palma (1920–1925; 1932–1938)
- Emiliano Figueroa (1925–1927)
- Carlos Dávila
- Juan Esteban Montero (1931 i 1932)
- Pedro Aguirre Cerda (1938–1941)
- Gabriel González Videla (1946–1952)
- Jorge Alessandri (1958–1964)
- Salvador Allende (1971–1973)
- Patricio Aylwin (1990–1994)
- Eduardo Frei Ruiz-Tagle (1994–2000)
- Ricardo Lagos (2000–2006)
- Michelle Bachelet (2006–2010)

## Galeria

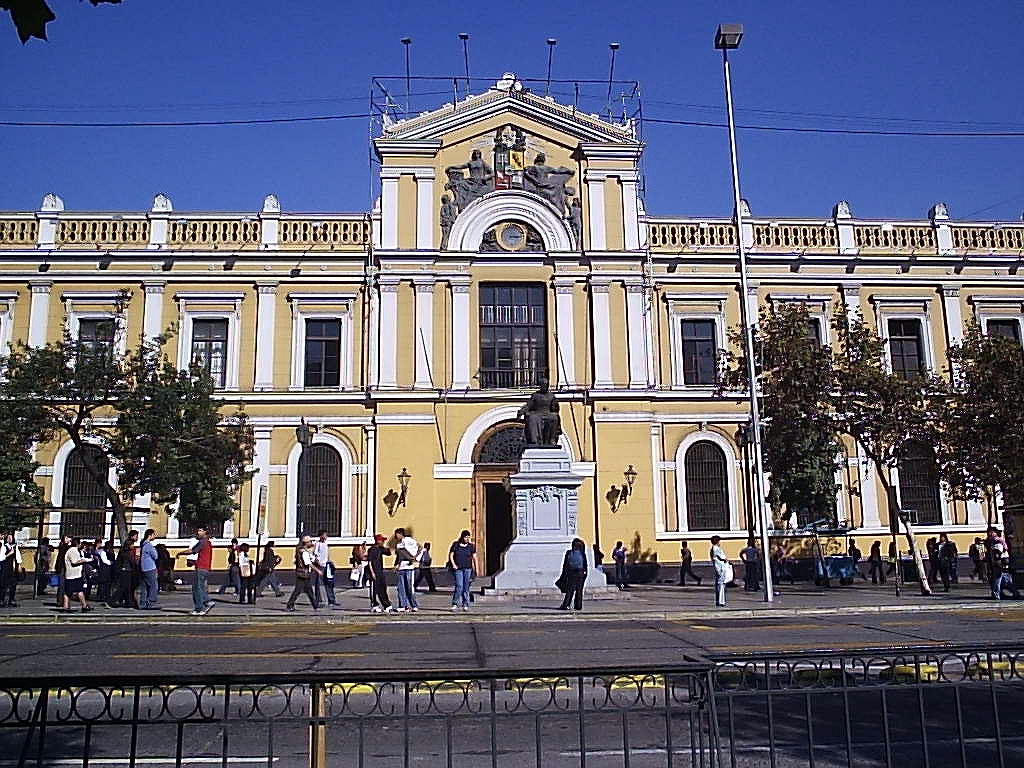
Wejście do uczelni
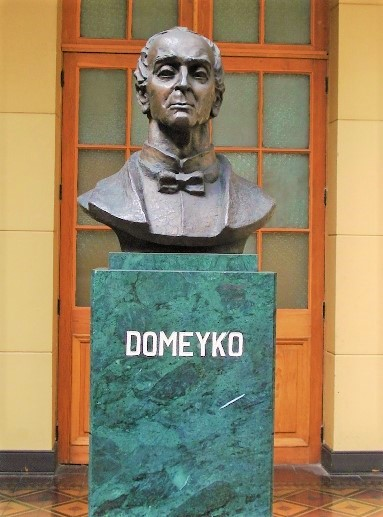
Popiersie Ignacego Domeyki w gmachu głównym Uniwersytetu w Chile w Santiago